# Tospitis

Reino da Armênia ca. 150

Tospitis (em grego: Θωσριτις; romaniz.: Thōspitis), Tospe (em armênio: Տոսպ; romaniz.: Tosp) ou Tosbe (Տոսբ, Tosb), segundo a Geografia de Ananias de Siracena (século VII), foi um gavar (cantão) da província da Vaspuracânia da Armênia. Estava situada na costa leste do lago de Vã, que nas fontes clássicas, como Ptolomeu, também foi chamado Tospitis. O nome armênio deriva do nome urartiano da cidade de Vã, ou seja, Tuspa (Tušpa). Tinha área de cerca de 475 quilômetros quadrados.  De início fazia parte dos distritos do principado de Restúnia da família Restúnio, mas depois foi incorporada aos domínios da família Arzerúnio. No século X, Tomás Arzerúnio atestou que ainda existia como um dos domínios arzerúnidas.